# Califanthura minuta
Califanthura minuta là một loài chân đều trong họ Paranthuridae. Loài này được Kensley & Heard miêu tả khoa học năm 1991.